# Instinción (kommun)
Instinción är en kommun i Spanien.   Den ligger i provinsen Provincia de Almería och regionen Andalusien, i den södra delen av landet, 400 km söder om huvudstaden Madrid. Antalet invånare är 470. Arean är 33 kvadratkilometer. Instinción gränsar till Alboloduy, Alsodux, Rágol, Illar, Bentarique, Felix och Canjáyar. 
Terrängen i Instinción är huvudsakligen kuperad, men österut är den bergig.